# Anthelephila arunvallis
Anthelephila arunvallis es una especie de coleóptero de la familia Anthicidae.

## Distribución geográfica
Habita en Nepal.